# Cookeville (Tennessee)
Cookeville est une ville des États-Unis, siège du comté de Putnam, dans l’État du Tennessee. Lors du recensement de 2010, sa population s’élevait à 30 435 habitants.

## Crédit d'auteurs
- (en) Cet article est partiellement ou en totalité issu de l’article de Wikipédia en anglais intitulé « Cookeville, Tennessee » (voir la liste des auteurs).